# Tour de Ski 2015
Tour de Ski 2015 – dziewiąta edycja prestiżowej imprezy w biegach narciarskich, która odbyła się w dniach 3–11 stycznia 2015 na terenie Niemiec, Szwajcarii i Włoch. Zawody zaliczane były do klasyfikacji generalnej Pucharu Świata. Obrońcami tytułów z poprzedniej edycji byli Norweżka Therese Johaug oraz Norweg Martin Johnsrud Sundby.
Tegoroczną edycję wygrali Norwegowie: w rywalizacji kobiet wygrała Marit Bjørgen, dla której było to pierwsze zwycięstwo w tej imprezie (wygrała także w klasyfikacji sprinterskiej), natomiast w rywalizacji mężczyzn tytuł zdobył Petter Northug.
Na trasy tegorocznego Tour de Ski wystartowały trzy Polki. Najwyżej sklasyfikowaną wśród polskich biegaczek była Sylwia Jaśkowiec, która zajęła 16. miejsce, a Kornelia Kubińska uplasowała się na 21. pozycji. Po sześciu biegach najlepsza z Polek Justyna Kowalczyk zeszła z trasy ostatniego etapu w Val di Fiemme i nie została sklasyfikowana.
20 lipca 2016 Międzynarodowa Federacja Narciarska ogłosiła, że ze względu na pozytywny wynik testu dopingowego Martina Johnsrud Sundbiego podczas kontroli, po drugim etapie w Toblach został anulowany jego wynik w tym biegu. W związku z tym stracił on również zwycięstwo w klasyfikacji generalnej Tour de Ski 2015.

## Klasyfikacja generalna

### Kobiety
| Miejsce | Imię i nazwisko       | Narodowość        | Oberstdorf Msc./Pkt | Oberstdorf Msc./Pkt | Val Müstair Msc./Pkt | Toblach Msc./Pkt | Toblach Msc./Pkt | Val di Fiemme Msc./Pkt | Val di Fiemme Msc./Pkt | Czas        | Tour-Punkty | PŚ-punkty razem |
| ------- | --------------------- | ----------------- | ------------------- | ------------------- | -------------------- | ---------------- | ---------------- | ---------------------- | ---------------------- | ----------- | ----------- | --------------- |
| 1       | Marit Bjørgen         | Norwegia          | 1/50 p.             | 1/50 p.             | 1/50 p.              | 1/50 p.          | 1/50 p.          | 2/46 p.                | 3/43 p.                | 2:34:44,6 h | 400         | 739             |
| 2.      | Therese Johaug        | Norwegia          | 4/40 p.             | 3/43 p.             | 14/18 p.             | 2/46 p.          | 3/43 p.          | 1/50 p.                | 1/50 p.                | +1:39,2 min | 320         | 610             |
| 3.      | Heidi Weng            | Norwegia          | 2/46 p.             | 2/46 p.             | 2/46 p.              | 3/43 p.          | 2/46 p.          | 3/43 p.                | 2/46 p.                | +1:59,5 min | 240         | 556             |
| 4.      | Ragnhild Haga         | Norwegia          | 3/43 p.             | 10/26 p.            | 12/22 p.             | 14/18 p.         | 5/37 p.          | 9/28 p.                | 6/34 p.                | +7:32,2 min | 200         | 408             |
| 5.      | Elizabeth Stephen     | Stany Zjednoczone | 8/30 p.             | 15/16 p.            | 43/0 p.              | 29/2 p.          | 14/18 p.         | 5/37 p.                | 4/40 p.                | +7:41,8 min | 180         | 323             |
| 6.      | Eva Vrabcová-Nývltová | Czechy            | 16/15 p.            | 11/24 p.            | 47/0 p.              | 26/5 p.          | 11/24 p.         | 8/30 p.                | 5/37 p.                | +8:29,4 min | 160         | 295             |
| 7.      | Nicole Fessel         | Niemcy            | 5/37 p.             | 5/37 p.             | 45/0 p.              | 12/22 p.         | 7/32 p.          | 13/20 p.               | 9/28 p.                | +8:55,8 min | 144         | 320             |
| 8.      | Denise Herrmann       | Niemcy            | 13/20 p.            | 16/15 p.            | 44/0 p.              | 11/24 p.         | 9/28 p.          | 10/26 p.               | 14/18 p.               | +9:35,1 min | 128         | 259             |
| 9.      | Emma Wikén            | Szwecja           | 32/0 p.             | 7/32 p.             | 24/7 p.              | 4/40 p.          | 4/40 p.          | 21/10 p.               | 12/22 p.               | +9:47,9 min | 116         | 267             |
| 10.     | Teresa Stadlober      | Austria           | 42/0 p.             | 24/7 p.             | 48/0 p.              | 18/13 p.         | 18/13 p.         | 6/34 p.                | 10/26 p.               | +9:53,8 min | 104         | 197             |

### Mężczyźni
| Miejsce | Imię i nazwisko     | Narodowość | Oberstdorf Msc./Pkt | Oberstdorf Msc./Pkt | Val Müstair Msc./Pkt | Toblach Msc./Pkt | Toblach Msc./Pkt | Val di Fiemme Msc./Pkt | Val di Fiemme Msc./Pkt | Czas        | Tour-Punkty | PŚ-punkty razem |
| ------- | ------------------- | ---------- | ------------------- | ------------------- | -------------------- | ---------------- | ---------------- | ---------------------- | ---------------------- | ----------- | ----------- | --------------- |
| 1.      | Petter Northug      | Norwegia   | 3/43 p              | 1/50 p              | 2/46 p               | 7/32 p           | 1/50 p           | 20/11 p                | 12/22 p                | 3:27:14,4 h | 400         | 654             |
| 2.      | Jewgienij Biełow    | Rosja      | 6/34 p              | 14/18 p             | 4/40 p               | 2/46 p           | 3/43 p           | 16/15 p                | 5/37 p                 | +12,6 s     | 320         | 553             |
| 3.      | Calle Halfvarsson   | Szwecja    | 2/46 p              | 3/43 p              | 6/34 p               | 4/40 p           | 2/46 p           | 26/5 p                 | 13/20 p                | +30,7 s     | 240         | 474             |
| 4.      | Dario Cologna       | Szwajcaria | 1/50 p              | 6/34 p              | 14/18 p              | 5/37 p           | 6/34 p           | 3/43 p                 | 8/30 p                 | +1:33,1 min | 200         | 446             |
| 5.      | Roland Clara        | Włochy     | 23/8 p              | 13/20 p             | 65/0 p               | 31/0 p           | 11/24 p          | 13/20 p                | 1/50 p                 | +2:00,7 min | 180         | 302             |
| 6.      | Niklas Dyrhaug      | Norwegia   | 14/18 p             | 4/40 p              | 25/6 p               | 8/30 p           | 4/40 p           | 12/22 p                | 9/28 p                 | +2:04,0 min | 160         | 344             |
| 7.      | Aleksiej Połtoranin | Kazachstan | 19/12 p             | 5/37 p              | 17/14 p              | 1/50 p           | 7/32 p           | 2/46 p                 | 17/14 p                | +2:28,2 min | 144         | 349             |
| 8.      | Chris Jespersen     | Norwegia   | 27/4 p              | 20/11 p             | 54/0 p               | 11/24 p          | 12/22 p          | 15/16 p                | 6/34 p                 | +2:37,8 min | 128         | 239             |
| 9.      | Maksim Wylegżanin   | Rosja      | 16/15 p             | 12/22 p             | 45/0 p               | 17/14 p          | 9/28 p           | 17/14 p                | 15/16 p                | +2:51,2 min | 116         | 225             |
| 10.     | Daniel Richardsson  | Szwecja    | 40/0 p              | 15/16 p             | 74/0 p               | 6/34 p           | 8/30 p           | 27/4 p                 | 16/15 p                | +3:04,5 min | 104         | 203             |

## Czołówki zawodów

### Kobiety
| Lp. | Data             | Miejscowość               | Dystans                            | 1. miejsce     | 2. miejsce     | 3. miejsce               |
| --- | ---------------- | ------------------------- | ---------------------------------- | -------------- | -------------- | ------------------------ |
| 1.  | 3 stycznia 2015  | Oberstdorf                | 3,2 km s. dowolnym (prolog)        | Marit Bjørgen  | Heidi Weng     | Ragnhild Haga            |
| 2.  | 4 stycznia 2015  | Oberstdorf                | 10 km s. klasycznym (handicap)     | Marit Bjørgen  | Heidi Weng     | Therese Johaug           |
| 3.  | 6 stycznia 2015  | Val Müstair               | Sprint s. dowolnym                 | Marit Bjørgen  | Heidi Weng     | Ingvild Flugstad Østberg |
| 4.  | 7 stycznia 2015  | Toblach                   | 5 km s. klasycznym                 | Marit Bjørgen  | Therese Johaug | Heidi Weng               |
| 5.  | 8 stycznia 2015  | Toblach                   | 15 km s. dowolnym (handicap)       | Marit Bjørgen  | Heidi Weng     | Therese Johaug           |
| 6.  | 10 stycznia 2015 | Val di Fiemme             | 10 km s. klasycznym (start masowy) | Therese Johaug | Marit Bjørgen  | Heidi Weng               |
| 7.  | 11 stycznia 2015 | Val di Fiemme/Alpe Cermis | 9 km s. dowolnym (handicap)        | Therese Johaug | Heidi Weng     | Marit Bjørgen            |

### Mężczyźni
| Lp. | Data             | Miejscowość               | Dystans                            | 1. miejsce          | 2. miejsce          | 3. miejsce             |
| --- | ---------------- | ------------------------- | ---------------------------------- | ------------------- | ------------------- | ---------------------- |
| 1.  | 3 stycznia 2015  | Oberstdorf                | 4,4 km s. dowolnym (prolog)        | Dario Cologna       | Calle Halfvarsson   | Petter Northug         |
| 2.  | 4 stycznia 2015  | Oberstdorf                | 15 km s. klasycznym (handicap)     | Petter Northug      | Alex Harvey         | Calle Halfvarsson      |
| 3.  | 6 stycznia 2015  | Val Müstair               | Sprint s. dowolnym                 | Federico Pellegrino | Petter Northug      | Martin Johnsrud Sundby |
| 4.  | 7 stycznia 2015  | Toblach                   | 10 km s. klasycznym                | Aleksiej Połtoranin | Jewgienij Biełow    | Martin Johnsrud Sundby |
| 5.  | 8 stycznia 2015  | Toblach                   | 25 km s. dowolnym (handicap)       | Petter Northug      | Calle Halfvarsson   | Jewgienij Biełow       |
| 6.  | 10 stycznia 2015 | Val di Fiemme             | 15 km s. klasycznym (start masowy) | Tim Tscharnke       | Aleksiej Połtoranin | Dario Cologna          |
| 7.  | 11 stycznia 2015 | Val di Fiemme/Alpe Cermis | 9 km s. dowolnym (handicap)        | Roland Clara        | Maurice Manificat   | Toni Livers            |

## Program zawodów
| Dzień       | Miejsce       | Konkurencja                                 | Początek  | Liczba uczestników |
| ----------- | ------------- | ------------------------------------------- | --------- | ------------------ |
| 3 stycznia  | Oberstdorf    | 3,2 km kobiet s. dowolnym                   | 10:45 CET | 68                 |
| 3 stycznia  | Oberstdorf    | 4,4 km mężczyzn s. dowolnym                 | 12:45 CET | 93                 |
| 4 stycznia  | Oberstdorf    | 10 km kobiet s. klasycznym (handicap)       | 11:00 CET | 67                 |
| 4 stycznia  | Oberstdorf    | 15 km mężczyzn s. klasycznym (handicap)     | 12:15 CET | 92                 |
| 6 stycznia  | Val Müstair   | Sprint kobiet s. dowolnym                   | 13:15 CET | 60                 |
| 6 stycznia  | Val Müstair   | Sprint mężczyzn s. dowolnym                 | 13:15 CET | 83                 |
| 7 stycznia  | Toblach       | 10 km mężczyzn s. klasycznym                | 13:00 CET | 70                 |
| 7 stycznia  | Toblach       | 5 km kobiet s. klasycznym                   | 15:30 CET | 52                 |
| 8 stycznia  | Toblach       | 25 km mężczyzn s. dowolnym (handicap)       | 12:15 CET | 55                 |
| 8 stycznia  | Toblach       | 15 km kobiet s. dowolnym (handicap)         | 15:30 CET | 43                 |
| 10 stycznia | Val di Fiemme | 15 km mężczyzn s. klasycznym (start masowy) | 13:00 CET | 50                 |
| 10 stycznia | Val di Fiemme | 10 km kobiet s. klasycznym (start masowy)   | 15:45 CET | 36                 |
| 11 stycznia | Val di Fiemme | 9 km mężczyzn s. dowolnym (handicap)        | 12:00 CET | 46                 |
| 11 stycznia | Val di Fiemme | 9 km kobiet s. dowolnym (handicap)          | 13:30 CET | 36                 |

## Kobiety

### 3,2 km s. dowolnym (prolog)
3 stycznia 2015 
 Oberstdorf, Niemcy
| Poz. | Zawodniczka              | Reprezentacja     | Czas   |
| ---- | ------------------------ | ----------------- | ------ |
| 1.   | Marit Bjørgen            | Norwegia          | 7:53,0 |
| 2.   | Heidi Weng               | Norwegia          | +10,7  |
| 3.   | Ragnhild Haga            | Norwegia          | +12,2  |
| 4.   | Therese Johaug           | Norwegia          | +13,2  |
| 5.   | Nicole Fessel            | Niemcy            | +13,5  |
| 6.   | Ingvild Flugstad Østberg | Norwegia          | +15,1  |
| 7.   | Sadie Maubet Bjornsen    | Stany Zjednoczone | +19,0  |
| 8.   | Liz Stephen              | Stany Zjednoczone | +19,9  |
| 9.   | Coraline Hugue Thomas    | Francja           | +20,0  |
| 10.  | Justyna Kowalczyk        | Polska            | +20,3  |
| ...  |                          |                   |        |
| 24.  | Sylwia Jaśkowiec         | Polska            | +28,0  |
| 59.  | Kornelia Kubińska        | Polska            | +51,9  |

| Poz. | Zawodniczka       | Reprezentacja | Czas    |
| ---- | ----------------- | ------------- | ------- |
| 1.   | Marit Bjørgen     | Norwegia      | 7:38,0  |
| 2.   | Heidi Weng        | Norwegia      | +15,7   |
| 3.   | Ragnhild Haga     | Norwegia      | +22,2   |
| 4.   | Therese Johaug    | Norwegia      | +28,2   |
| 5.   | Nicole Fessel     | Niemcy        | +28,5   |
| ...  |                   |               |         |
| 10.  | Justyna Kowalczyk | Polska        | +35,3   |
| 24.  | Sylwia Jaśkowiec  | Polska        | +43,0   |
| 59.  | Kornelia Kubińska | Polska        | +1:06,9 |

| Poz. | Zawodniczka   | Reprezentacja | Punkty |
| ---- | ------------- | ------------- | ------ |
| 1.   | Marit Bjørgen | Norwegia      | 15     |
| 2.   | Heidi Weng    | Norwegia      | 10     |
| 3.   | Ragnhild Haga | Norwegia      | 5      |

### 10 km s. klasycznym (handicap)
4 stycznia 2015 
 Oberstdorf, Niemcy
| Poz. | Zawodniczka              | Reprezentacja | Czas    |
| ---- | ------------------------ | ------------- | ------- |
| 1.   | Marit Bjørgen            | Norwegia      | 29:27,6 |
| 2.   | Heidi Weng               | Norwegia      | +56,2   |
| 3.   | Therese Johaug           | Norwegia      | +56,8   |
| 4.   | Stina Nilsson            | Szwecja       | +1:33,5 |
| 5.   | Nicole Fessel            | Niemcy        | +1:37,7 |
| 6.   | Justyna Kowalczyk        | Polska        | +1:39,6 |
| 7.   | Emma Wikén               | Szwecja       | +1:41,8 |
| 8.   | Alewtina Tanygina        | Rosja         | +1:45,3 |
| 9.   | Ingvild Flugstad Østberg | Norwegia      | +1:46,3 |
| 10.  | Ragnhild Haga            | Norwegia      | +1:47,3 |
| ...  |                          |               |         |
| 23.  | Sylwia Jaśkowiec         | Polska        | +2:28,9 |
| 43.  | Kornelia Kubińska        | Polska        | +3:40,6 |

| Poz. | Zawodniczka       | Reprezentacja | Czas    |
| ---- | ----------------- | ------------- | ------- |
| 1.   | Marit Bjørgen     | Norwegia      | 36:50,6 |
| 2.   | Heidi Weng        | Norwegia      | +1:01,2 |
| 3.   | Therese Johaug    | Norwegia      | +1:06,8 |
| 4.   | Stina Nilsson     | Szwecja       | +1:48,5 |
| 5.   | Nicole Fessel     | Niemcy        | +1:52,7 |
| 6.   | Justyna Kowalczyk | Polska        | +1:54,6 |
| ...  |                   |               |         |
| 23.  | Sylwia Jaśkowiec  | Polska        | +2:43,9 |
| 43.  | Kornelia Kubińska | Polska        | +3:55,6 |

| Poz. | Zawodniczka    | Reprezentacja | Punkty |
| ---- | -------------- | ------------- | ------ |
| 1.   | Marit Bjørgen  | Norwegia      | 30     |
| 2.   | Heidi Weng     | Norwegia      | 20     |
| 3.   | Ragnhild Haga  | Norwegia      | 5      |
| 3.   | Therese Johaug | Norwegia      | 5      |

### Sprint s. dowolnym
6 stycznia 2015 
 Val Müstair, Szwajcaria
| Poz.      | Zawodniczka              | Reprezentacja     | Czas    |
| --------- | ------------------------ | ----------------- | ------- |
| 1.        | Marit Bjørgen            | Norwegia          | 3:37,73 |
| 2.        | Heidi Weng               | Norwegia          | +1,97   |
| 3.        | Ingvild Flugstad Østberg | Norwegia          | +2,41   |
| 4.        | Stina Nilsson            | Szwecja           | +6,40   |
| 5.        | Maiken Caspersen Falla   | Norwegia          | +7,74   |
| 6.        | Laurien Van Der Graaff   | Szwajcaria        | +27,71  |
| Półfinały |                          |                   |         |
| 7.        | Sophie Caldwell          | Stany Zjednoczone | —       |
| 8.        | Gaia Vuerich             | Włochy            | —       |
| 9.        | Jewgienija Szapowałowa   | Rosja             | —       |
| 10.       | Kikkan Randall           | Stany Zjednoczone | —       |
| 11.       | Hanna Kolb               | Niemcy            | —       |
| 12.       | Ragnhild Haga            | Norwegia          | —       |
| ...       |                          |                   |         |
| 15.       | Justyna Kowalczyk        | Polska            | —       |
| 28.       | Sylwia Jaśkowiec         | Polska            | —       |
| 51.       | Kornelia Kubińska        | Polska            | —       |

| Poz. | Zawodniczka              | Reprezentacja | Czas    |
| ---- | ------------------------ | ------------- | ------- |
| 1.   | Marit Bjørgen            | Norwegia      | 39:29,2 |
| 2.   | Heidi Weng               | Norwegia      | +1:11,2 |
| 3.   | Therese Johaug           | Norwegia      | +2:00,7 |
| 4.   | Stina Nilsson            | Szwecja       | +2:09,4 |
| 5.   | Ingvild Flugstad Østberg | Norwegia      | +2:10,2 |
| ...  |                          |               |         |
| 8.   | Justyna Kowalczyk        | Polska        | +2:52,2 |
| 24.  | Sylwia Jaśkowiec         | Polska        | +3:52,1 |
| 48.  | Kornelia Kubińska        | Polska        | +5:17,9 |

| Poz. | Zawodniczka              | Reprezentacja | Punkty |
| ---- | ------------------------ | ------------- | ------ |
| 1.   | Marit Bjørgen            | Norwegia      | 90     |
| 2.   | Heidi Weng               | Norwegia      | 76     |
| 3.   | Ingvild Flugstad Østberg | Norwegia      | 52     |
| ...  |                          |               |        |
| 15.  | Justyna Kowalczyk        | Polska        | 16     |
| 28.  | Sylwia Jaśkowiec         | Polska        | 3      |

### 5 km s. klasycznym
7 stycznia 2015 
 Toblach, Włochy
| Poz. | Zawodniczka              | Reprezentacja     | Czas    |
| ---- | ------------------------ | ----------------- | ------- |
| 1.   | Marit Bjørgen            | Norwegia          | 12:48,5 |
| 2.   | Therese Johaug           | Norwegia          | +10,3   |
| 3.   | Heidi Weng               | Norwegia          | +13,1   |
| 4.   | Emma Wikén               | Szwecja           | +13,8   |
| 5.   | Justyna Kowalczyk        | Polska            | +17,6   |
| 6.   | Anne Kyllönen            | Finlandia         | +19,8   |
| 7.   | Jewgienija Szapowałowa   | Rosja             | +21,1   |
| 8.   | Sadie Maubet Bjornsen    | Stany Zjednoczone | +22,7   |
| 9.   | Ingvild Flugstad Østberg | Norwegia          | +26,1   |
| 10.  | Anna Haag                | Szwecja           | +31,6   |
| ...  |                          |                   |         |
| 31.  | Sylwia Jaśkowiec         | Polska            | +1:05,5 |
| 34.  | Kornelia Kubińska        | Polska            | +1:07,2 |

| Poz. | Zawodniczka              | Reprezentacja | Czas    |
| ---- | ------------------------ | ------------- | ------- |
| 1.   | Marit Bjørgen            | Norwegia      | 52:02,7 |
| 2.   | Heidi Weng               | Norwegia      | +1:34,3 |
| 3.   | Therese Johaug           | Norwegia      | +2:16,5 |
| 4.   | Ingvild Flugstad Østberg | Norwegia      | +2:51,3 |
| 5.   | Justyna Kowalczyk        | Polska        | +3:24,8 |
| ...  |                          |               |         |
| 21.  | Sylwia Jaśkowiec         | Polska        | +5:12,6 |
| 37.  | Kornelia Kubińska        | Polska        | +6:40,1 |

| Poz. | Zawodniczka              | Reprezentacja | Punkty |
| ---- | ------------------------ | ------------- | ------ |
| 1.   | Marit Bjørgen            | Norwegia      | 105    |
| 2.   | Heidi Weng               | Norwegia      | 81     |
| 3.   | Ingvild Flugstad Østberg | Norwegia      | 52     |
| ...  |                          |               |        |
| 11.  | Justyna Kowalczyk        | Polska        | 16     |
| 22.  | Sylwia Jaśkowiec         | Polska        | 3      |

### 15 km s. dowolnym (handicap)
8 stycznia 2015 
 Toblach, Włochy
| Poz. | Zawodniczka       | Reprezentacja | Czas    |
| ---- | ----------------- | ------------- | ------- |
| 1.   | Marit Bjørgen     | Norwegia      | 36:37,9 |
| 2.   | Therese Johaug    | Norwegia      | +1:58,8 |
| 3.   | Heidi Weng        | Norwegia      | +2:51,4 |
| 4.   | Emma Wikén        | Szwecja       | +4:20,4 |
| 5.   | Ragnhild Haga     | Norwegia      | +4:23,7 |
| 6.   | Justyna Kowalczyk | Polska        | +4:46,7 |
| 7.   | Anna Haag         | Szwecja       | +4:48,7 |
| 8.   | Nicole Fessel     | Niemcy        | +4:48,7 |
| 9.   | Denise Herrmann   | Niemcy        | +5:16,0 |
| 10.  | Laura Mononen     | Finlandia     | +5:26,9 |
| ...  |                   |               |         |
| 17.  | Sylwia Jaśkowiec  | Polska        | +6:21,4 |
| 29.  | Kornelia Kubińska | Polska        | +8:07,8 |

| Poz. | Zawodniczka       | Reprezentacja | Czas      |
| ---- | ----------------- | ------------- | --------- |
| 1.   | Marit Bjørgen     | Norwegia      | 1:28:25,6 |
| 2.   | Heidi Weng        | Norwegia      | +2:03,8   |
| 3.   | Therese Johaug    | Norwegia      | +3:01,4   |
| 4.   | Emma Wikén        | Szwecja       | +4:35,4   |
| 5.   | Ragnhild Haga     | Norwegia      | +4:38,7   |
| 6.   | Justyna Kowalczyk | Polska        | +5:01,7   |
| ...  |                   |               |           |
| 17.  | Sylwia Jaśkowiec  | Polska        | +6:36,4   |
| 29.  | Kornelia Kubińska | Polska        | +8:22,8   |

| Poz. | Zawodniczka       | Reprezentacja | Punkty |
| ---- | ----------------- | ------------- | ------ |
| 1.   | Marit Bjørgen     | Norwegia      | 120    |
| 2.   | Heidi Weng        | Norwegia      | 91     |
| 3.   | Therese Johaug    | Norwegia      | 37     |
| ...  |                   |               |        |
| 7.   | Justyna Kowalczyk | Polska        | 16     |
| 16.  | Sylwia Jaśkowiec  | Polska        | 3      |

### 10 km s. klasycznym (start masowy)
10 stycznia 2015 
 Val di Fiemme, Włochy
| Poz. | Zawodniczka           | Reprezentacja     | Czas    |
| ---- | --------------------- | ----------------- | ------- |
| 1.   | Therese Johaug        | Norwegia          | 33:10,4 |
| 2.   | Marit Bjørgen         | Norwegia          | +1,1    |
| 3.   | Heidi Weng            | Norwegia          | +5,5    |
| 4.   | Aino-Kaisa Saarinen   | Finlandia         | +1:13,1 |
| 5.   | Elizabeth Stephen     | Stany Zjednoczone | +1:39,6 |
| 6.   | Teresa Stadlober      | Austria           | +1:40,9 |
| 7.   | Justyna Kowalczyk     | Polska            | +1:47,2 |
| 8.   | Eva Vrabcová-Nývltová | Czechy            | +1:47,7 |
| 9.   | Ragnhild Haga         | Norwegia          | +1:50,5 |
| 10.  | Denise Herrmann       | Niemcy            | +2:01,3 |
| ...  |                       |                   |         |
| 16.  | Sylwia Jaśkowiec      | Polska            | +2:50,8 |
| 25.  | Kornelia Kubińska     | Polska            | +3:54,2 |

| Poz. | Zawodniczka       | Reprezentacja | Czas      |
| ---- | ----------------- | ------------- | --------- |
| 1.   | Marit Bjørgen     | Norwegia      | 2:01:17,1 |
| 2.   | Heidi Weng        | Norwegia      | +2:11,2   |
| 3.   | Therese Johaug    | Norwegia      | +2:50,3   |
| 4.   | Ragnhild Haga     | Norwegia      | +6:47,1   |
| 5.   | Justyna Kowalczyk | Polska        | +7:02,8   |
| ...  |                   |               |           |
| 17.  | Sylwia Jaśkowiec  | Polska        | +9:46,1   |
| 25.  | Kornelia Kubińska | Polska        | +12:35,9  |

| Poz. | Zawodniczka       | Reprezentacja | Punkty |
| ---- | ----------------- | ------------- | ------ |
| 1.   | Marit Bjørgen     | Norwegia      | 140    |
| 2.   | Heidi Weng        | Norwegia      | 108    |
| 3.   | Therese Johaug    | Norwegia      | 67     |
| ...  |                   |               |        |
| 6.   | Justyna Kowalczyk | Polska        | 21     |
| 15.  | Sylwia Jaśkowiec  | Polska        | 3      |

### 9 km s. dowolnym (handicap)
11 stycznia 2015 
 Val di Fiemme, Włochy
| Poz. | Zawodniczka           | Reprezentacja     | Czas    |
| ---- | --------------------- | ----------------- | ------- |
| 1.   | Therese Johaug        | Norwegia          | 32:16,4 |
| 2.   | Heidi Weng            | Norwegia          | +59,4   |
| 3.   | Marit Bjørgen         | Norwegia          | +1:11,1 |
| 4.   | Elizabeth Stephen     | Stany Zjednoczone | +1:13,5 |
| 5.   | Eva Vrabcová-Nývltová | Czechy            | +1:54,6 |
| 6.   | Ragnhild Haga         | Norwegia          | +1:56,2 |
| 7.   | Maria Rydqvist        | Szwecja           | +1:56,3 |
| 8.   | Laura Orgué           | Hiszpania         | +2:16,9 |
| 9.   | Nicole Fessel         | Niemcy            | +2:20,3 |
| 10.  | Teresa Stadlober      | Austria           | +2:30,5 |
| ...  |                       |                   |         |
| 17.  | Sylwia Jaśkowiec      | Polska            | +3:06,7 |
| 25.  | Kornelia Kubińska     | Polska            | +3:26,0 |
| DNF  | Justyna Kowalczyk     | Polska            | DNF     |

| Poz. | Zawodniczka       | Reprezentacja     | Czas      |
| ---- | ----------------- | ----------------- | --------- |
| 1.   | Marit Bjørgen     | Norwegia          | 2:34:44,6 |
| 2.   | Therese Johaug    | Norwegia          | +1:39,2   |
| 3.   | Heidi Weng        | Norwegia          | +1:59,5   |
| 4.   | Ragnhild Haga     | Norwegia          | +7:32,2   |
| 5.   | Elizabeth Stephen | Stany Zjednoczone | +7:41,8   |
| ...  |                   |                   |           |
| 16.  | Sylwia Jaśkowiec  | Polska            | +11:41,7  |
| 21.  | Kornelia Kubińska | Polska            | +14:50,8  |

| Poz. | Zawodniczka      | Reprezentacja | Punkty |
| ---- | ---------------- | ------------- | ------ |
| 1.   | Marit Bjørgen    | Norwegia      | 140    |
| 2.   | Heidi Weng       | Norwegia      | 108    |
| 3.   | Therese Johaug   | Norwegia      | 67     |
| ...  |                  |               |        |
| 14.  | Sylwia Jaśkowiec | Polska        | 3      |

### Nie ukończyły

#### Rezygnacje
- Laura Gimmler – po II etapie
- Victoria Carl – po II etapie
- Julia Belger – po II etapie
- Krista Pärmäkoski – po II etapie
- Stina Nilsson – po III etapie
- Maiken Caspersen Falla – po III etapie
- Seraina Boner – po III etapie
- Petra Nováková – po III etapie
- Hanna Kolb – po III etapie
- Elisabeth Schicho – po III etapie
- Lucia Joas – po III etapie
- Ingvild Flugstad Østberg – po IV etapie
- Sadie Maubet Bjornsen – po IV etapie
- Sophie Caldwell – po IV etapie
- Ida Sargent – po IV etapie
- Giulia Stürz – po IV etapie
- Gaia Vuerich – po IV etapie
- Greta Laurent – po IV etapie
- Anna Haag – po V etapie
- Kikkan Randall – po V etapie
- Sandra Ringwald – po V etapie
- Aurore Jean – po V etapie
- Alenka Čebašek – po V etapie

#### Niewystartowanie w etapie
- Martine Ek Hagen – II etap
- Kerttu Niskanen – III etap
- Eva Wolf – III etap
- Jessica Diggins – V etap
- Sara Lindborg – V etap
- Laura Mononen – VI etap
- Nadieżda Szuniajewa – VI etap

#### Nieukończenie etapu
- Claudia Nystad – nie ukończyła II etapu
- Justyna Kowalczyk – nie ukończyła VII etapu

## Mężczyźni

### 4,4 km s. dowolnym (prolog)
3 stycznia 2015 
 Oberstdorf, Niemcy
| Poz. | Zawodnik               | Reprezentacja | Czas    |
| ---- | ---------------------- | ------------- | ------- |
| 1.   | Dario Cologna          | Szwajcaria    | 9:54,2  |
| 2.   | Calle Halfvarsson      | Szwecja       | +5,0    |
| 3.   | Petter Northug         | Norwegia      | +5,5    |
| 4.   | Ilja Czernousow        | Rosja         | +7,0    |
| 5.   | Marcus Hellner         | Szwecja       | +8,2    |
| 6.   | Jewgienij Biełow       | Rosja         | +8,5    |
| 7.   | Andriej Larkow         | Rosja         | +9,0    |
| 8.   | Jonas Baumann          | Szwajcaria    | +11,6   |
| 9.   | Maurice Manificat      | Francja       | +11,8   |
| 10.  | Martin Johnsrud Sundby | Norwegia      | +11,9   |
| ...  |                        |               |         |
| 63.  | Maciej Staręga         | Polska        | +40,2   |
| 65.  | Maciej Kreczmer        | Polska        | +40,5   |
| 80.  | Sebastian Gazurek      | Polska        | +54,8   |
| 92.  | Jan Antolec            | Polska        | +1:27,1 |

| Poz. | Zawodnik          | Reprezentacja | Czas    |
| ---- | ----------------- | ------------- | ------- |
| 1.   | Dario Cologna     | Szwajcaria    | 9:39,2  |
| 2.   | Calle Halfvarsson | Szwecja       | +10,0   |
| 3.   | Petter Northug    | Norwegia      | +15,5   |
| 4.   | Ilja Czernousow   | Rosja         | +22,0   |
| 5.   | Marcus Hellner    | Szwecja       | +23,2   |
| ...  |                   |               |         |
| 63.  | Maciej Staręga    | Polska        | +55,2   |
| 65.  | Maciej Kreczmer   | Polska        | +55,5   |
| 80.  | Sebastian Gazurek | Polska        | +1:09,8 |
| 92.  | Jan Antolec       | Polska        | +1:42,1 |

| Poz. | Zawodnik          | Reprezentacja | Punkty |
| ---- | ----------------- | ------------- | ------ |
| 1.   | Dario Cologna     | Szwajcaria    | 15     |
| 2.   | Calle Halfvarsson | Szwecja       | 10     |
| 3.   | Petter Northug    | Norwegia      | 5      |

### 15 km s. klasycznym (handicap)
4 stycznia 2015 
 Oberstdorf, Niemcy
| Poz. | Zawodnik               | Reprezentacja | Czas    |
| ---- | ---------------------- | ------------- | ------- |
| 1.   | Petter Northug         | Norwegia      | 42:01,2 |
| 2.   | Alex Harvey            | Kanada        | +0,6    |
| 3.   | Calle Halfvarsson      | Szwecja       | +0,8    |
| 4.   | Niklas Dyrhaug         | Norwegia      | +2,0    |
| 5.   | Aleksiej Połtoranin    | Kazachstan    | +2,1    |
| 6.   | Dario Cologna          | Szwajcaria    | +2,3    |
| 7.   | Francesco De Fabiani   | Włochy        | +3,4    |
| 8.   | Martin Johnsrud Sundby | Norwegia      | +3,8    |
| 9.   | Marcus Hellner         | Szwecja       | +5,2    |
| 10.  | Dietmar Nöckler        | Włochy        | +8,5    |
| ...  |                        |               |         |
| 45.  | Maciej Kreczmer        | Polska        | +2:09,1 |
| 73.  | Maciej Staręga         | Polska        | +4:14,2 |
| 77.  | Sebastian Gazurek      | Polska        | +5:02,3 |
| 86.  | Jan Antolec            | Polska        | +6:30,1 |

| Poz. | Zawodnik            | Reprezentacja | Czas    |
| ---- | ------------------- | ------------- | ------- |
| 1.   | Petter Northug      | Norwegia      | 51:55,9 |
| 2.   | Alex Harvey         | Kanada        | +5,6    |
| 3.   | Calle Halfvarsson   | Szwecja       | +10,8   |
| 4.   | Niklas Dyrhaug      | Norwegia      | +17,0   |
| 5.   | Aleksiej Połtoranin | Kazachstan    | +17,1   |
| ...  |                     |               |         |
| 45.  | Maciej Kreczmer     | Polska        | +2:24,1 |
| 73.  | Maciej Staręga      | Polska        | +4:29,2 |
| 77.  | Sebastian Gazurek   | Polska        | +5:17,3 |
| 86.  | Jan Antolec         | Polska        | +6:45,1 |

| Poz. | Zawodnik          | Reprezentacja | Punkty |
| ---- | ----------------- | ------------- | ------ |
| 1.   | Petter Northug    | Norwegia      | 20     |
| 2.   | Calle Halfvarsson | Szwecja       | 15     |
| 2.   | Dario Cologna     | Szwajcaria    | 15     |

### Sprint s. dowolnym
6 stycznia 2015 
 Val Müstair, Szwajcaria
| Poz.      | Zawodnik               | Reprezentacja     | Czas    |
| --------- | ---------------------- | ----------------- | ------- |
| 1.        | Federico Pellegrino    | Włochy            | 3:13,65 |
| 2.        | Petter Northug         | Norwegia          | +0,18   |
| 3.        | Martin Johnsrud Sundby | Norwegia          | +0,19   |
| 4.        | Jewgienij Biełow       | Rosja             | +2,33   |
| 5.        | Ilja Czernousow        | Rosja             | +6,07   |
| 6.        | Calle Halfvarsson      | Szwecja           | +15,05  |
| Półfinały |                        |                   |         |
| 7.        | Maciej Staręga         | Polska            | —       |
| 8.        | Simi Hamilton          | Stany Zjednoczone | —       |
| 9.        | Bernhard Tritscher     | Austria           | —       |
| 10.       | Dušan Kožíšek          | Czechy            | —       |
| ...       |                        |                   |         |
| 53.       | Maciej Kreczmer        | Polska            | —       |
| 76.       | Sebastian Gazurek      | Polska            | —       |
| 78.       | Jan Antolec            | Polska            | —       |

| Poz. | Zawodnik               | Reprezentacja | Czas    |
| ---- | ---------------------- | ------------- | ------- |
| 1.   | Petter Northug         | Norwegia      | 53:40,0 |
| 2.   | Martin Johnsrud Sundby | Norwegia      | +25,1   |
| 3.   | Calle Halfvarsson      | Szwecja       | +27,0   |
| 4.   | Jewgienij Biełow       | Rosja         | +38,7   |
| 5.   | Alex Harvey            | Kanada        | +54,2   |
| ...  |                        |               |         |
| 45.  | Maciej Kreczmer        | Polska        | +3:32,5 |
| 63.  | Maciej Staręga         | Polska        | +4:51,1 |
| 74.  | Sebastian Gazurek      | Polska        | +6:29,8 |
| 82.  | Jan Antolec            | Polska        | +7:59,3 |

| Poz. | Zawodnik            | Reprezentacja | Punkty |
| ---- | ------------------- | ------------- | ------ |
| 1.   | Petter Northug      | Norwegia      | 76     |
| 2.   | Federico Pellegrino | Włochy        | 60     |
| 3.   | Calle Halfvarsson   | Szwecja       | 57     |
| ...  |                     |               |        |
| 7.   | Maciej Staręga      | Polska        | 40     |

### 10 km s. klasycznym
7 stycznia 2015 
 Toblach, Włochy
| Poz. | Zawodnik               | Reprezentacja | Czas    |
| ---- | ---------------------- | ------------- | ------- |
| 1.   | Aleksiej Połtoranin    | Kazachstan    | 22:51,8 |
| 2.   | Jewgienij Biełow       | Rosja         | +0,5    |
| 3.   | Martin Johnsrud Sundby | Norwegia      | +4,2    |
| 4.   | Calle Halfvarsson      | Szwecja       | +9,4    |
| 5.   | Dario Cologna          | Szwajcaria    | +14,3   |
| 6.   | Daniel Richardsson     | Szwecja       | +20,4   |
| 7.   | Petter Northug         | Norwegia      | +22,8   |
| 8.   | Niklas Dyrhaug         | Norwegia      | +23,4   |
| 9.   | Eldar Rønning          | Norwegia      | +26,3   |
| 10.  | Iivo Niskanen          | Finlandia     | +26,5   |
| ...  |                        |               |         |
| 53.  | Maciej Kreczmer        | Polska        | +1:30,2 |
| 61.  | Maciej Staręga         | Polska        | +1:52,6 |
| 68.  | Sebastian Gazurek      | Polska        | +2:31,1 |
| 70.  | Jan Antolec            | Polska        | +3:07,7 |

| Poz. | Zawodnik               | Reprezentacja | Czas      |
| ---- | ---------------------- | ------------- | --------- |
| 1.   | Petter Northug         | Norwegia      | 1:16:54,6 |
| 2.   | Martin Johnsrud Sundby | Norwegia      | +1,5      |
| 3.   | Jewgienij Biełow       | Rosja         | +6,4      |
| 4.   | Calle Halfvarsson      | Szwecja       | +13,6     |
| 5.   | Aleksiej Połtoranin    | Kazachstan    | +26,5     |
| ...  |                        |               |           |
| 46.  | Maciej Kreczmer        | Polska        | +4:39,9   |
| 59.  | Maciej Staręga         | Polska        | +6:20,9   |
| 68.  | Sebastian Gazurek      | Polska        | +8:38,1   |
| 70.  | Jan Antolec            | Polska        | +10:44,2  |

| Poz. | Zawodnik            | Reprezentacja | Punkty |
| ---- | ------------------- | ------------- | ------ |
| 1.   | Petter Northug      | Norwegia      | 76     |
| 2.   | Federico Pellegrino | Włochy        | 60     |
| 3.   | Jewgienij Biełow    | Rosja         | 58     |
| ...  |                     |               |        |
| 7.   | Maciej Staręga      | Polska        | 40     |

### 25 km s. dowolnym (handicap)
8 stycznia 2015 
 Toblach, Włochy
| Poz. | Zawodnik            | Reprezentacja   | Czas    |
| ---- | ------------------- | --------------- | ------- |
| 1.   | Petter Northug      | Norwegia        | 53:56,9 |
| 2.   | Calle Halfvarsson   | Szwecja         | +2,0    |
| 3.   | Jewgienij Biełow    | Rosja           | +2,4    |
| 4.   | Niklas Dyrhaug      | Norwegia        | +1:45,9 |
| 5.   | Alex Harvey         | Kanada          | +1:46,0 |
| 6.   | Dario Cologna       | Szwajcaria      | +1:46,4 |
| 7.   | Aleksiej Połtoranin | Kazachstan      | +1:49,1 |
| 8.   | Daniel Richardsson  | Szwecja         | +1:51,0 |
| 9.   | Maksim Wylegżanin   | Rosja           | +2:08,3 |
| 10.  | Andrew Musgrave     | Wielka Brytania | +2:08,8 |
| ...  |                     |                 |         |
| 45.  | Maciej Kreczmer     | Polska          | +7:56,0 |

| Poz. | Zawodnik          | Reprezentacja | Czas      |
| ---- | ----------------- | ------------- | --------- |
| 1.   | Petter Northug    | Norwegia      | 2:10:36,5 |
| 2.   | Calle Halfvarsson | Szwecja       | +7,0      |
| 3.   | Jewgienij Biełow  | Rosja         | +17,4     |
| 4.   | Niklas Dyrhaug    | Norwegia      | +2:00,9   |
| 5.   | Alex Harvey       | Kanada        | +2:01,0   |
| ...  |                   |               |           |
| 45.  | Maciej Kreczmer   | Polska        | +8:11,0   |

| Poz. | Zawodnik          | Reprezentacja | Punkty |
| ---- | ----------------- | ------------- | ------ |
| 1.   | Petter Northug    | Norwegia      | 91     |
| 2.   | Calle Halfvarsson | Szwecja       | 67     |
| 3.   | Jewgienij Biełow  | Rosja         | 58     |

### 15 km s. klasycznym (start masowy)
10 stycznia 2015 
 Val di Fiemme, Włochy
| Poz. | Zawodnik                 | Reprezentacja | Czas    |
| ---- | ------------------------ | ------------- | ------- |
| * 1. | Tim Tscharnke            | Niemcy        | 46:48,8 |
| * 2. | Aleksiej Połtoranin      | Kazachstan    | +0,0    |
| 3.   | Dario Cologna            | Szwajcaria    | +0,4    |
| *4.  | Stanisław Wołżencew      | Rosja         | +0,7    |
| *5.  | Aleksandr Biessmiertnych | Rosja         | +0,7    |
| 6.   | Thomas Bing              | Niemcy        | +2,0    |
| 7.   | Francesco De Fabiani     | Włochy        | +3,2    |
| 8.   | Andriej Łarkow           | Rosja         | +4,5    |
| 9.   | Dietmar Nöckler          | Włochy        | +4,8    |
| 10.  | Jonas Baumann            | Szwajcaria    | +9,7    |
| ...  |                          |               |         |
| 36.  | Maciej Kreczmer          | Polska        | +3:05,1 |

| Poz. | Zawodnik            | Reprezentacja | Czas      |
| ---- | ------------------- | ------------- | --------- |
| 1.   | Petter Northug      | Norwegia      | 2:57:15,5 |
| 2.   | Calle Halfvarsson   | Szwecja       | +26,8     |
| 3.   | Jewgienij Biełow    | Rosja         | +35,3     |
| 4.   | Dario Cologna       | Szwajcaria    | +1:46,6   |
| 5.   | Aleksiej Połtoranin | Kazachstan    | +2:03,9   |
| ...  |                     |               |           |
| 42.  | Maciej Kreczmer     | Polska        | +11:25,9  |

| Poz. | Zawodnik          | Reprezentacja | Punkty |
| ---- | ----------------- | ------------- | ------ |
| 1.   | Petter Northug    | Norwegia      | 121    |
| 2.   | Calle Halfvarsson | Szwecja       | 89     |
| 3.   | Jewgienij Biełow  | Rosja         | 71     |

(*) – zadecydował fotofinisz

### 9 km s. dowolnym (handicap)
11 stycznia 2015 
 Val di Fiemme, Włochy
| Poz. | Zawodnik            | Reprezentacja | Czas    |
| ---- | ------------------- | ------------- | ------- |
| 1.   | Roland Clara        | Włochy        | 29:13,0 |
| 2.   | Maurice Manificat   | Francja       | +2,1    |
| 3.   | Toni Livers         | Szwajcaria    | +16,9   |
| 4.   | Simen Andreas Sveen | Norwegia      | +24,8   |
| 5.   | Jewgienij Biełow    | Rosja         | +30,2   |
| 6.   | Chris Jespersen     | Norwegia      | +33,3   |
| 7.   | Stanisław Wołżencew | Rosja         | +33,4   |
| 8.   | Dario Cologna       | Szwajcaria    | +34,4   |
| 9.   | Niklas Dyrhaug      | Norwegia      | +39,6   |
| 10.  | Marcus Hellner      | Szwecja       | +40,8   |
| ...  |                     |               |         |
| 43.  | Maciej Kreczmer     | Polska        | +3:00,9 |

| Poz. | Zawodnik          | Reprezentacja | Czas      |
| ---- | ----------------- | ------------- | --------- |
| 1.   | Petter Northug    | Norwegia      | 3:27:14,4 |
| 2.   | Jewgienij Biełow  | Rosja         | +12,6     |
| 3.   | Calle Halfvarsson | Szwecja       | +30,7     |
| 4.   | Dario Cologna     | Szwajcaria    | +1:33,1   |
| 5.   | Roland Clara      | Włochy        | +2:00,7   |
| ...  |                   |               |           |
| 41.  | Maciej Kreczmer   | Polska        | +13:40,9  |

| Poz. | Zawodnik          | Reprezentacja | Punkty |
| ---- | ----------------- | ------------- | ------ |
| 1.   | Petter Northug    | Norwegia      | 121    |
| 2.   | Calle Halfvarsson | Szwecja       | 89     |
| 3.   | Jewgienij Biełow  | Rosja         | 71     |

### Nie ukończyli

#### Rezygnacje
- Dominik Baldauf – po I etapie
- Philip Bellingham – po III etapie
- Baptiste Gros – po III etapie
- Sebastian Eisenlauer – po III etapie
- Robin Duvillard – po III etapie
- Harald Wurm – po III etapie
- Andrew Young – po III etapie
- Jöri Kindschi – po III etapie
- Josef Wenzl – po III etapie
- Gianluca Cologna – po III etapie
- Emil Jönsson – po III etapie
- Dušan Kožíšek – po III etapie
- Renaud Jay – po III etapie
- Len Valjas – po III etapie
- Erwan Käser – po IV etapie
- Jan Antolec – po IV etapie
- Erik Bjornsen – po IV etapie
- Maciej Staręga – po IV etapie
- Ivan Perrillat Boiteux – po IV etapie
- Peter Mlynár – po IV etapie
- Algo Kärp – po IV etapie
- Andrew Newell – po IV etapie
- Jean-Marc Gaillard – po IV etapie
- Ueli Schnider – po IV etapie
- Simi Hamilton – po IV etapie
- Federico Pellegrino – po IV etapie
- Raido Ränkel – po IV etapie
- Hannes Dotzler – po IV etapie
- Sebastian Gazurek – po IV etapie
- Iivo Niskanen – po V etapie
- Ilja Czernousow – po V etapie
- Roman Furger – po V etapie
- Martin Johansson – po V etapie
- Mattia Pellegrin – po VI etapie
- Alex Harvey – po VI etapie

#### Niewystartowanie w etapie
- Markus Weeger – III etap
- Philipp Marschall – III etap
- Alexander Wolz – III etap
- Simen Østensen – III etap
- Martin Jakš – VII etap

#### Nieukończenie etapu
- Sjur Røthe – nie ukończył II etapu
- Aleš Razým – nie ukończył II etapu
- Imanol Rojo – nie ukończył II etapu
- Jordan Chuchuganow – nie ukończył II etapu
- Aivar Rehemaa – nie ukończył V etapu
- Perttu Hyvärinen – nie ukończył VI etapu

#### Dyskwalifikacja za doping
- Martin Johnsrud Sundby – po V etapie